# 同時手番ゲーム
同時手番ゲーム（どうじてばんゲーム）はゲーム理論における用語の一つ。同時手番ゲームでは複数のプレイヤーが相手がどの選択をするのかわからない状態で同時に行動を選択する。

## 例
- じゃんけんは典型的な同時手番ゲームの一つである。この場合、勝敗は3×3の表にできる。

- 囚人のジレンマもゲーム理論における有名な同時手番ゲームの一つである。